# Martti Miettunen
Martti Miettunen (Simo, 17 aprile 1907 – Kauniainen, 19 gennaio 2002) è stato un politico finlandese, membro della Lega Agraria.
È stato due volte primo ministro della Finlandia (dal 14 luglio 1961 al 16 aprile 1962 e dal 30 novembre 1975 al 15 maggio 1977).
È stato inoltre governatore della Lapponia dal 1958 al 1973.